# Pape Gueye
Pape Gueye (Montreuil, 1999. január 24. –) francia születésű szenegáli válogatott labdarúgó, a spanyol Villarreal játékosa.

## Pályafutása

### Klubcsapatokban
Gueye a franciaországi Montreuil városában született. Az ifjúsági pályafutását a helyi Blanc-Mesnil csapatában kezdte, majd a Le Havre akadémiájánál folytatta.
2016-ban mutatkozott be a Le Havre másodosztályban szereplő felnőtt keretében. 2020-ban négyéves szerződést kötött az első osztályban érdekelt Olympique Marseille együttesével. Először a 2020. augusztus 30-ai, Brest ellen 79. percében, Morgan Sanson cseréjeként lépett pályára. Első gólját 2020. december 16-án, a Rennes ellen idegenben 2–1-es vereséggel zárult találkozón szerezte meg. A 2022–23-as szezonban a spanyol Sevilla csapatát erősítette kölcsönben.
2024. július 5-én a spanyol Villarreal négyéves szerződést írt alá vele.

### A válogatottban
Gueye az U18-as és az U19-es korosztályú válogatottakban is képviselte Franciaországot.
2021-ben debütált a szenegáli válogatottban. Először a 2021. november 14-ei, Kongó ellen 2–0-ra megnyert mérkőzés 59. percében, Idrissa Gueyét váltva lépett pályára.

## Statisztikák
2023. május 4. szerint
| Klub                 | Szezon   | Osztály  | Bajnokság | Bajnokság | Kupa és Ligakupa | Kupa és Ligakupa | Nemzetközi | Nemzetközi | Összesen | Összesen |
| Klub                 | Szezon   | Osztály  | Meccs     | Gól       | Meccs            | Gól              | Meccs      | Gól        | Meccs    | Gól      |
| -------------------- | -------- | -------- | --------- | --------- | ---------------- | ---------------- | ---------- | ---------- | -------- | -------- |
| Le Havre             | 2016–17  | Ligue 2  | 1         | 0         | 0                | 0                | —          | —          | 1        | 0        |
| Le Havre             | 2017–18  | Ligue 2  | 1         | 0         | 0                | 0                | —          | —          | 1        | 0        |
| Le Havre             | 2018–19  | Ligue 2  | 12        | 0         | 1                | 0                | —          | —          | 13       | 0        |
| Le Havre             | 2019–20  | Ligue 2  | 25        | 0         | 0                | 0                | —          | —          | 25       | 0        |
| Le Havre             | Összesen | Összesen | 39        | 0         | 1                | 0                | 0          | 0          | 40       | 0        |
| Olympique Marseille  | 2020–21  | Ligue 1  | 32        | 2         | 3                | 0                | 4          | 0          | 39       | 2        |
| Olympique Marseille  | 2021–22  | Ligue 1  | 28        | 0         | 1                | 0                | 13         | 1          | 42       | 1        |
| Olympique Marseille  | 2022–23  | Ligue 1  | 14        | 1         | 2                | 0                | 3          | 0          | 19       | 1        |
| Olympique Marseille  | Összesen | Összesen | 74        | 3         | 6                | 0                | 20         | 1          | 100      | 4        |
| Sevilla (kölcsönben) | 2022–23  | La Liga  | 12        | 1         | 0                | 0                | —          | —          | 12       | 1        |
| Összesen             | Összesen | Összesen | 125       | 4         | 7                | 0                | 20         | 1          | 152      | 5        |

### A válogatottban
| Válogatott | Év       | Pályára lépés | Gól |
| ---------- | -------- | ------------- | --- |
| Szenegál   | 2021     | 1             | 0   |
| Szenegál   | 2022     | 14            | 0   |
| Összesen   | Összesen | 15            | 0   |

## Sikerei, díjai

### Klub
- Sevilla:
  - Európa-liga: 2022–23

### Válogatott
- Szenegál:
  - Afrikai nemzetek kupája: 2021